# Pyrausta grisealis
Pyrausta grisealis là một loài bướm đêm trong họ Crambidae.